# Спаркс (Оклахома)
Спаркс (англ. Sparks) — місто (англ. town) в США, в окрузі Лінкольн штату Оклахома. Населення — 122 особи (2020).

## Географія
Спаркс розташований за координатами 35°36′39″ пн. ш. 96°49′7″ зх. д. / 35.61083° пн. ш. 96.81861° зх. д. (35.610915, -96.818516).  За даними Бюро перепису населення США в 2010 році місто мало площу 1,04 км², з яких 1,02 км² — суходіл та 0,02 км² — водойми.

## Демографія
Згідно з переписом 2010 року, у місті мешкало 169 осіб у 66 домогосподарствах у складі 44 родин. Густота населення становила 162 особи/км².  Було 80 помешкань (77/км²).
Расовий склад населення:
| - 88,2 % — білих - 7,1 % — корінних американців |

До двох чи більше рас належало 4,7 %. Частка іспаномовних становила 0,0 % від усіх жителів.
За віковим діапазоном населення розподілялося таким чином: 23,7 % — особи молодші 18 років, 64,5 % — особи у віці 18—64 років, 11,8 % — особи у віці 65 років та старші. Медіана віку мешканця становила 39,5 року. На 100 осіб жіночої статі у місті припадало 103,6 чоловіків;  на 100 жінок у віці від 18 років та старших — 111,5 чоловіків також старших 18 років.
Середній дохід на одне домашнє господарство  становив 43 787 доларів США (медіана — 34 750), а середній дохід на одну сім'ю — 49 765 доларів (медіана — 45 278). Медіана доходів становила 45 000 доларів для чоловіків та 18 750 доларів для жінок. За межею бідності перебувало 13,3 % осіб, у тому числі 17,1 % дітей у віці до 18 років та 10,8 % осіб у віці 65 років та старших.
Цивільне працевлаштоване населення становило 78 осіб. Основні галузі зайнятості: роздрібна торгівля — 19,2 %, транспорт — 17,9 %, освіта, охорона здоров'я та соціальна допомога — 17,9 %.